# Sergio Mendiola
Sergio Mendiola Díez (Elche, Alicante, 6 de octubre de 1996) es un jugador de baloncesto español, que ocupa la posición de pívot. Actualmente milita en La Salud Archena de LEB Plata

## Biografía
Tras iniciarse en el baloncesto en su ciudad natal, Sergio fue captado por el Unicaja Málaga y siendo júnior fue fichado por el Viten Getafe, filial del Baloncesto Fuenlabrada, donde militó dos temporadas en LEB Plata y promedió 10 minutos de juego, 2,5 puntos y 1,7 rebotes durante la temporada 2014-2015 y 12,5 minutos de juego, 3,3 puntos y 2,6 rebotes en la temporada 2015-2016.
Tras su etapa madrileña, en 2017 Sergio firmó con el UCAM Murcia, entrenando asiduamente con la plantilla ACB mientras estaba enrolado en las filas del segundo equipo. Con el EBA murciano promedió 26,1 minutos, 11,1 puntos y 8,9 rebotes en la temporada 2016-2017 y 27,3 minutos, 16,1 puntos y 9,2 rebotes en la temporada 2017-2018. 
El 20 de mayo de 2018 disputa 18 segundos de un encuentro en Liga ACB con el primer equipo de UCAM Murcia CB en una victoria frente a Bilbao Basket por 73-82.
Durante la temporada 2018-19 jugaría en las filas del Real Murcia Baloncesto de LEB Plata, club al que también llegó en calidad de cedido por el UCAM Murcia y donde registró una media de 9,8 puntos, 6,7 rebotes y 14,4 de valoración por partido de media en la temporada, en la que estuvo a punto de ascender a LEB Oro, al perder en la final frente al CB Almansa.
Además, el 4 de octubre de 2018 debutó en la Liga Endesa con el Iberostar Tenerife, equipo con el que también disputaría tres encuentros de la Basketball Champions League.
En verano de 2019, se compromete con el HLA Alicante recién ascendido a la LEB Oro, en calidad de cedido por UCAM Murcia por una temporada. En el conjunto alicantino promedió 3.3 puntos y 2.4 rebotes en 9 minutos de juego por partido.
El 6 de septiembre de 2020 se incorpora al CB Almansa de la LEB Oro, cedido durante una temporada por UCAM Murcia CB. Disputa 26 partidos en los que registra medias de 14.7 minutos, 6.1 puntos y 3.6 rebotes.
El 1 de agosto de 2021, firma por una temporada con el Club Melilla Baloncesto de la Liga LEB Oro.
El 20 de febrero de 2022, tras rescindir su contrato con Melilla Baloncesto, firma por Juaristi ISB de la LEB Oro, hasta el final de la temporada.
El 12 de agosto de 2022, ficha por el FC Cartagena CB de la LEB Plata. En el conjunto cartagenero promedia 11,5 puntos, 5,1 rebotes y 13,5 de valoración.
El 28 de abril de 2023, firma por el Club Bàsquet Prat de LEB Plata, para reforzar al club en los play-offs de ascenso, tras la lesión de Leonardo Okeke.
El 20 de julio de 2023, firma por el Palmer Basket Mallorca de LEB Plata.
El 25 de junio de 2024, firma por La Salud Archena de LEB Plata.

## Internacional
- 2012. España. Europeo Sub-16, en Letonia/Lituania.
- 2014. España. Europeo Sub-18, en Konya (Turquía).

## Clubes
- Categorías inferiores del Club Baloncesto Ilicitano, Unicaja Málaga y Baloncesto Fuenlabrada
- Viten Getafe (2015-2017)
- UCAM Murcia CB B (2017-2018)
- Real Murcia Baloncesto (2018-2019)
- HLA Alicante (2019-2020)
- CB Almansa (2020-2021)
- Melilla Baloncesto (2021-2022)
- Juaristi ISB (2022)
- FC Cartagena CB (2022-2023)
- Club Bàsquet Prat (2023)
- Palmer Basket Mallorca (2023-2024)
- La Salud Archena (2024-Actualidad)